# 新華経済
新華経済（しんかけいざい）は中華人民共和国の経済情報を中心とした日本語メディアである。
正式な名称は新華経済株式会社。
XINHUA.JPを運営しているが、これは中国国営の新華社の日本語版ではなく、新華経済も日本の企業である。

## 役員・顧問
- 代表取締役：伊藤英樹[1]
- 執行役員：肖敏悟[1]
- 上席顧問：蔣豊（日本新華僑通信社編集長・人民日報海外版日本月刊編集長）[1]

## 事業内容
- 中国情報ニュースサイト「XINHUA.JP」の運営[1]
- タイアップ企業との連携による共同運営コンテンツの開発、提供[1]
- 中国ビジネスコンサルティングサービス[1]
- 中国ビジネスアウトソーシングサービス[1]